# Boeing YC-14
Boeing YC-14 là một loại máy bay vận tải chiến thuật (STOL) hai động cơ do Boeing thiết kế chế tạo.

## Tính năng kỹ chiến thuật
Dữ liệu lấy từ Boeing Aircraft since 1916
Đặc điểm tổng quát
- Tổ lái: 3
- Sức chuyên chở: 150 lính hoặc 69.000 lb (31.400 kg) (STOL: 27.000 lb (12.300 kg))[2]
- Chiều dài: 131 ft 8 in (40,14 m)
- Sải cánh: 129 ft 0 in (39,32 m)
- Chiều cao: 48 ft 4 in (14,74 m)
- Diện tích cánh: 1.762 sq ft (163,7 m²)
- Trọng lượng rỗng: 117.500 lb (53.410 kg)
- Trọng lượng cất cánh tối đa: 251.000 lb (113.850 kg) (cất hạ cánh thông thường), 170.000 lb (77.270 kg) (STOL)
- Động cơ: 2 × General Electric CF6-50D kiểu turbofan, 51.000 lbf (227 kN) mỗi chiếc

 Hiệu suất bay 
- Vận tốc cực đại: 504 mph (438 knot, 811 km/h)
- Vận tốc hành trình: 449 mph (390 knot, 723 km/h)
- Tầm bay chuyển sân: 3.190 mi (2.734 nmi, 5.136 km)
- Trần bay: 45.000 feet (13.716 m)
- Vận tốc leo cao: 6.350 ft/phút (1.935 m/phút)